# Richard Thayer
Richard Thayer (? – ?)  világbajnoki ezüstérmes amerikai jégkorongozó, csatár.
Az 1931-es jégkorong-világbajnokságon ezüstérmet nyert. Négy mérkőzésen játszott és 1 gólt lőtt.